# Rafa Galindo
Rafael Ernesto Galindo Oramas, (La Victoria, Estado Aragua; 24 de octubre de 1921 - Caracas; 25 de mayo de 2010), más conocido como Rafa Galindo, fue un cantante de boleros venezolano.

## Comienzo
Desde joven comienza su participación en la interpretación musical dando apoyo a un abuelo que amenizaba pequeñas fiestas con su agrupación profesional.
Los pequeños “éxitos” obtenidos al comienzo le estimulan a proseguir por ese camino y más adelante comienza a trabajar con el “Trío Antillano”. Luego pasa a formar parte de una agrupación más compleja y organizada; la “Orquesta de los Hermanos Rivas”.
A los dieciocho años de edad entra a formar parte de otra agrupación de más prestigio aún, la “Orquesta Venezuelan Boys”, y, a los veinticinco años recibe contrato de la orquesta Billo's Caracas Boys, fundada por el músico dominicano Billo Frómeta. Con esta agrupación permanece hasta 1946, y, a edad temprana, ya ha logrado alcanzar un prestigio encomiable entre el público que le sigue. De este período inicial son los boleros “Ven”, original de Manuel Sánchez Acosta, y, “Noche de mar”, de José Reina; así como el bolero, “La cita”, de Freddy Coronado.
Para este momento ya el cantante ha logrado afianzar su nombre tanto en el ámbito nacional, como en el internacional. Ello le impulsa a aceptar contratos procedentes de Colombia, pero antes, presenta al cantante Miguel Briceño con el maestro Billo Frómeta, con el fin de que le reemplace en la orquesta.

## Consolidación
En Colombia cosecha triunfos desenvolviéndose en diversos escenarios; especialmente
en el centro nocturno “La Reina”. Después de una extensa temporada se traslada a Panamá donde actúa por breve tiempo para regresar luego a su patria.
Corre el año 1947, y, junto al sonero y guarachero Víctor Pérez organiza la “Orquesta de Rafa y Víctor”. Con este grupo trabaja durante poco más de un año participando en diversas fiestas, mas, luego el grupo se disuelve.
Después de esta actividad recibe contrato con Pedro José Belisario y su orquesta, una orquesta de bailes similar a la de Luis Alfonzo Larrain; con tal agrupación sigue su carrera de cantante y participa en presentaciones en clubes y en programas de radio hasta 1950. 
Se vincula con otros artistas que se abrían camino en este escabroso arte como la bolerista Graciela Naranjo y Manolo Monterrey, así como directores de orquesta y otros artistas de este medio de expresividad.
En esta temporada es contratado nuevamente por Billo Frómeta , y decide unirse por segunda vez a esta orquesta, ahora con mayor madurez en su desenvolvimiento artístico, en la vocalización en general, y, en los boleros en particular.
Rafa Galindo fue dotado, de modo muy natural, de expresar, con su voz suave de tenor, el recurso del vibrato, que permite una emisión característica de proyección de la voz, en especial en la interpretación del bolero, su género favorito.
El grupo hace presentaciones en programas en los más diversos escenarios y espectáculos, como el programa “Fiesta fabulosa”, en Radio Continente, conducido por el locutor y animador Marco Antonio Lacavalerie, el musiú Lacavalerie, programa de muy alta audiencia en la década de los ’50.
Por desgracia, Billo Frómeta, debido a desacuerdos de orden gremial decide renunciar a la orquesta, que es disuelta, y se va a Cuba. No obstante, Rafa Galindo da su apoyo al sonero y amigo Manolo Monterrey , cantante de la orquesta; en la tarea de reagrupar los músicos, y, con el nombre de “Manolo Monterrey y su orquesta”, reanudan su actividad. Son contratados por el “Hotel Tamanaco” e incluso graban algunos discos, sin embargo, su desempeño es muy breve y el grupo se disuelve.

## Madurez artística
En 1960 se reúne de nuevo con Víctor Pérez y acuerdan constituir la orquesta "Sans Souci”, con este grupo evocan tiempos y temas ya pasados como “Noche de mar”, en la voz de Rafa y el célebre son, “Campesino”, cantado por Víctor Pérez; amén de otras grabaciones que quedan para la posteridad. Años más tarde, en 1963, es contratado por Renato Capriles para incorporarse a su orquesta “Los Melódicos”, junto a Emilita Dago, “Rafa” Pérez y Manolo Monterrey. En 1964, la orquesta “Los Melódicos” editó un álbum doble en homenaje a los 25 años de actividad artística de Rafa Galindo y Manolo Monterrey. A su salida de esta agrupación a principio de 1968 dejando su último tema con ellos el pasododoble Feria de Manizales integra por tercera y última vez la Billo's Caracas Boys junto a Cheo Garcia y Memo Morales apareciendo en solo tres larga duración que fueron "Todo lo que tengo" ,"Billo 69", y,"La más popular de Venezuela".  
Posteriormente participa en un nuevo proyecto junto a Víctor Pérez en la conformación de un conjunto musical de siete integrantes. Con dicho grupo trabaja durante ocho años efectuando giras en el país, haciendo grabaciones y amenizando bailes.

## Etapa posterior
Comienzan los años 1980, y, ya independiente como solista, participa en festivales y en presentaciones individuales. De tal manera, participa en el Primer Festival del Bolero de Valencia, Venezuela, y posteriormente, en el Cuarto Festival del Bolero, en la misma ciudad. 

## Luminosa senectud
En el año 2007, bajo la dirección del Instituto de las Artes Escénicas y Musicales, con motivo de la celebración del Día Nacional del Bolero, simultáneamente con el IV Festival Internacional del Bolero, en el Estado Monagas, Venezuela, ambos eventos fueron dedicados como homenaje a Rafa Galindo, emblema de este género musical durante más de 65 años. En enero de 2009 participó con muchos otros artistas del canto y la escena en el inicio de la temporada anual de actividades de la Orquesta Sinfónica Municipal de Caracas. A esto debemos sumar el disco donde la Rondalla Venezolana dirigida por Luis Arismendi graban junto a Rafa sus más renombrados éxitos.

## Deceso
A consecuencia de una afección respiratoria complicada, fallece en un hospital de Caracas el 25 de mayo de 2010 "El Trovador de la Radio", a los 88 años de edad.

## Temas exitosos
- Amar y sufrir - Autor: Freddy Coronado
- Maringa - Autor: Joubert de Carvalho
- La cita - Autor: Freddy Coronado
- Ven - Autor: Manuel Sánchez Acosta
- Se me olvidó tu nombre - Autor: Raúl René Rosado
- Aunque me cueste la vida - Autor: Luis Kalaff
- Enamórame - Autor: Guillermo Castillo Bustamante
- Noche de mar - Autor: José Reina
- Si no estuvieras tú - Autor: José Luis Perales
- Contigo en la distancia - Autor: César Portillo de la Luz
- Mattinata - Autor: Leoncavallo
- Pregonera - Autor: Alfredo D’Angelis
- María la O - Autor: Ernesto Lecuona
- Dos cruces - Autor: Carmelo Larrea
- Recuerdos - Autores: R. Sampaio y B. Santos
- A tu vera - Autores: R. de León y J. Solano